# Ромашкан, Татьяна Александровна
Татья́на Алекса́ндровна Ромашка́н (в девичестве Крайно́ва, род. 7 июня 1967 года, Москва) — советская и российская волейболистка, игрок женской сборной СССР (1988). Олимпийская чемпионка 1988, чемпионка СССР 1985. Заслуженный мастер спорта СССР (1988).

## Биография
Начала заниматься волейболом в Москве в ДЮСШОР «Локомотив». Выступала за команды: 
- 1980—1982 —  «Метрострой» (Москва);
- 1982—1986 —  ЦСКА (Москва);
- 1986—1992 —  «Динамо» (Москва);
- 1992—1993 —  «Санта-Мария»;
- 1993—1994 —  «Альбасете»;
- 1994—1995 —  «Аматори»/«Паста Чиккарезе» (Бари);
- 1996—1997 —  «Бруммель» (Анкона);
- 1999—2000 —  МГФСО (Москва);
- 2000—2001 —  «Эмлякбанкаши» (Анкара);
- 2003—2004 —  МГФСО (Москва);
- 2004—2005 —  «Филатлитикос» (Салоники).

В составе ЦСКА чемпионка СССР 1985, обладатель Кубка СССР 1984. В составе сборной Москвы чемпионка Спартакиады народов СССР 1986. Серебряный призёр чемпионата Греции 2005.
В сборной СССР в официальных соревнованиях выступала в 1988 году. В её составе стала олимпийской чемпионкой.
Позже — тренер волейбольной команды в Пансионе воспитанниц Министерства обороны России.
В октябре 1988 года через несколько дней после победы на Олимпийских играх в Сеуле участвовала в съёмках полуфинальной игры КВН сезона 1987/88, где вручила приз «за самый весомый вклад в победу команды» Алексею Кортневу из команды МГУ.